# 아키텐 공국
아키텐 공국(오크어: Ducat d'Aquitània, 프랑스어: Duché d'Aquitaine)은 루아르강 남쪽, 오늘날의 프랑스 서부, 중부, 남부 지역을 포함하던 역사적인 봉읍으로, 수 세기에 걸쳐 그 범위와 이름이 크게 변동했으며 때로는 현재의 프랑스 남서부(가스코뉴)와 중부를 포함하기도 했다.
7세기에 프랑크 왕국의 공국으로 시작되었으며, 궁극적으로는 로마의 아키타니아 프리마와 세쿤다 속주를 재편한 것이다. 마지막 독립 공작이던 와이오파르 대에 공국은 정복된 이후 해체되어 카롤루스 제국 내의 하위 왕국이 되었다. 그 후 843년 베르됭 분할에 따라 서프랑크 왕국에 흡수되었다가 곧 그 하위 공국으로 재등장했다. 1153년 확장된 아키텐은 잉글랜드의 왕이던 앙주 왕가에 충성을 맹세했다. 그 결과 프랑스 군주들과 앙주 왕가 사이에 프랑스 내 영토 소유권을 둘러싸고 백년전쟁이 일어났다. 13세기 중반에는 가스코뉴만 앙주 제국의 손에 남았다. 프랑스 왕국은 1450년대에 마침내 아키텐의 영토 대부분을 프랑스 왕국에 직접 편입하면서 아키텐을 완전히 장악하게 되었다.

## 같이 보기
- 아키텐 공작